# Chompon Buangam
Chompon Buangam (tiếng Thái: ชุมพล บัวงาม, sinh ngày 2 tháng 9 năm 1986), còn được biết với tên đơn giản Wut (tiếng Thái: วุฒิ), là một cầu thủ bóng đá người Thái Lan thi đấu ở vị trí hậu vệ cho câu lạc bộ Giải bóng đá Ngoại hạng Thái Lan Police Tero.

## Sự nghiệp câu lạc bộ
Chumpol Buangam đã học chơi bóng đá trong đội bóng của trường Ratwinit Bangkaeo ở Samut Prakan. Anh đã ký hợp đồng đầu tiên vào năm 2005 với câu lạc bộ hạng nhất Bangkok United ở Bangkok. Năm 2007, anh chuyển đến câu lạc bộ hng Shai amut Songkhram FC ởS amut Songkhram. rong mùa giải đầu tiên của mình, anh là á quân của Giải hạng nhất Thái Lan 1 và do đó đã vươn lên hạng nhất là Giải Ngoại hạng Thái Lan. Câu lạc bộ hạng hai Chanthaburi FC đã ký hợp đồng với anh vào năm 2011. Sau một mùa giải, anh chuyển về Bangkok vào năm 2012, nơi anh gia nhập câu lạc bộ hạng nhất Police United. Liên minh đối thủ Ratchaburi Mitr Phol từ Ratchaburi đưa anh vào năm 2014 theo hợp đồng. Hợp đồng kéo dài đến cuối năm 2018. Mùa giải 2018 được choPolice Tero FC mượn từ Bangkok, người cũng chơi ở giải hạng nhất. Tại câu lạc bộ, anh đã vươn lên vị trí thứ hai vào cuối mùa giải 2018.